# Bélgica en la Copa Mundial de Fútbol de 1934
La selección de Bélgica fue una de las 16 participantes en la Copa Mundial de Fútbol de 1934, que se realizó en Italia. Fue eliminada en primera ronda luego de caer por 2:5 frente a Alemania.

## Clasificación

### Grupo 7
| Pos. | País                    | J | G | E | P | GF | GC | Pts |
| ---- | ----------------------- | - | - | - | - | -- | -- | --- |
| 1    | Países Bajos            | 2 | 2 | 0 | 0 | 9  | 4  | 4   |
| 2    | Bélgica                 | 2 | 0 | 1 | 1 | 6  | 8  | 1   |
| 3    | Estado Libre de Irlanda | 2 | 0 | 1 | 1 | 6  | 9  | 1   |

| 25 de febrero de 1934 | Estado Libre de Irlanda | 4–4     | Bélgica                                                     | Dalymount Park, Dublin, Estado Libre Irlandés            |                                                          |
|                       | Moore 27' 48' 56' 75'   | Reporte | Capelle 15' · S. Vanden Eynde 30' · F. Vanden Eynde 47' 60' | Asistencia: 35,000 espectadores Árbitro(s): Thomas Crewe | Asistencia: 35,000 espectadores Árbitro(s): Thomas Crewe |

| 29 de abril de 1934 | Bélgica                        | 2–4     | Países Bajos                           | Bosuilstadion, Antwerp, Bélgica                          |                                                          |
|                     | Grimmonprez 51' · Voorhoof 71' | Reporte | Smit 60' · Bakhuys 62' 84' · Vente 64' | Asistencia: 42,000 espectadores Árbitro(s): Stanley Rous | Asistencia: 42,000 espectadores Árbitro(s): Stanley Rous |

## Jugadores
| #     | Nombre               | Posición        | Edad            | Club                 |
| ----- | -------------------- | --------------- | --------------- | -------------------- |
|       | Arnold Badjou        | Portero         | 24              | Daring de Bruselas   |
|       | Désiré Bourgeois     | Mediocampista   |                 | Malinas              |
|       | Jean Brichaut        | Delantero       | 22              | Standard Lieja       |
|       | Jean Capelle         | Delantero       | 20              | Standard Lieja       |
|       | Jean Claessens       | Mediocampista   | 25              | Union Saint-Gilloise |
|       | François Devries     | Delantero       | 20              | Royal Antwerp        |
|       | Laurent Grimmonprez  | Delantero       | 31              | Racing de Gante      |
|       | August Hellemans     | Mediocampista   | 26              | Malinas              |
|       | Albert Heremans      | Delantero       |                 | Daring de Bruselas   |
|       | Constant Joacim      | Defensa         | 26              | Berchem              |
|       | Robert Lamoot        | Delantero       |                 | Daring de Bruselas   |
|       | René Ledent          | Delantero       | 25              | Standard Lieja       |
|       | Jules Pappaert       | Defensa         | 28              | Union Saint-Gilloise |
|       | Frans Peeraer        | Mediocampista   | 21              | Royal Antwerp        |
|       | Georges Putmans      | Mediocampista   | 19              | Standard Lieja       |
|       | Charles Simons       | Mediocampista   |                 | Royal Antwerp        |
|       | Philibert Smellinckx | Defensa         | 23              | Union Saint-Gilloise |
|       | Joseph Van Ingelgem  | Mediocampista   |                 | Daring de Bruselas   |
|       | André Vandeweyer     | Portero         | 24              | Union Saint-Gilloise |
|       | Louis Versyp         | Delantero       | 25              | Brujas               |
|       | Bernard Voorhoof     | Delantero       | 24              | Lierse               |
|       | Félix Welkenhuysen   | Mediocampista   | 25              | Union Saint-Gilloise |
| D. T. | Hector Goetinck      | Hector Goetinck | Hector Goetinck | Hector Goetinck      |

## Participación

### Primera fase
| 27 de mayo de 1934, 16:30 | Imperio alemán                                     | 5:2 (1:2) | Bélgica           | Stadio Giovanni Berta, Florencia                                    |                                                                     |
|                           | Kobierski 25' · Siffling 49' · Conen 66', 70', 87' | Reporte   | Voorhoof 29', 43' | Asistencia: 8000 espectadores Árbitro(s): Francesco Mattea (Italia) | Asistencia: 8000 espectadores Árbitro(s): Francesco Mattea (Italia) |